# قرود البحر
قرود البحر[بحاجة لمصدر] أو العرتيمة المَلِحَة هي نسخة هجينة من الروبيان الملحي - مجموعة من القشريات التي تخضع للتشفير، تُصنَّف قرود البحر علميًا على أنها جمبري (علوم المحيطات في نيويورك)، في حين يتم تصنيف الروبيان الملحي على أنه جمبري، تباع قرود البحر حيوانات أليفة جديدة في الأحواض في مجموعات تفريخ طُورت في الولايات المتحدة في عام 1957، في هذه المرحلة لأنه مجرد جزء من أنواع الجمبري، بواسطة هارولد فون برونهوت، تم تسويق المنتج بشكل كبير، وخاصة في الكتب المصورة، ولا يزال وجودًا في الثقافة الشعبية.

## وصف
قرود البحر لها ثلاث عيون و 11 زوجًا من الساقين ويمكن أن تنمو إلى حوالي 15 ملم (0.6 بوصة) في الحجم، تحتوي دمائهم على هيموغلوبين الصباغ، والذي يوجد أيضًا في الفقاريات، يختلف الذكور عن الإناث عن طريق توسيع الهوائيات الثانية بشكل ملحوظ، وتعديلها إلى أجهزة تشبيك تستخدم في التزاوج.

## دورة الحياة

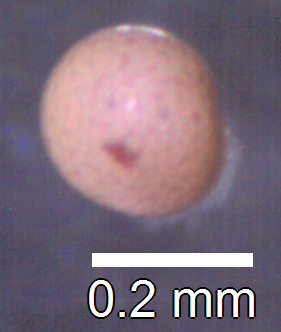
كيس (بيضة)

للذكور اثنين من الأعضاء التناسلية، قبل الجماع، يقوم المشابك بمشابكة الأنثى مع عضوه المشابك، مع تولي وضعية الظهرية، تمسك المشابك الأنثى بالجزء الأمامي من المبيض، قد يسبح الذكور والإناث في مجموعة لعدة أيام، في هذه الحالة، حركات الزوائد للسباحة للزوجين تغلبت بطريقة منسقة، يمكن للإناث إنتاج البيض إما نتيجة التزاوج أو عن طريق التوالد، هناك نوعان من البيض: البيض المقشر الرقيق الذي يفقس على الفور والبيض المقشر الكثيف، والذي يمكن أن يظل في حالة نائمة، يمكن أن تستمر هذه الخراجات لعدة سنوات، وسوف تفقس عندما توضع في المياه المالحة، يتم إنتاج البيض المقشور السميك عندما ينفد الجسم للماء، ويندر الطعام، ويزداد تركيز الملح، إذا ماتت الأنثى، فإن البيض يتطور أكثر، يفقس البيض في النوبلي التي يبلغ طولها حوالي 0.5 مم، لديهم عين واحدة بسيطة لا تحس إلا بوجود واتجاه الضوء، يرقات تسبح نحو الضوء ولكن الأفراد البالغين يسبح بعيدا عن ذلك، في وقت لاحق، تتطور العينان الأكثر قدرة ولكن العين المبدئية تبقى أيضًا، مما ينتج عنه كائنات ثلاثية العينين.

## علم البيئة

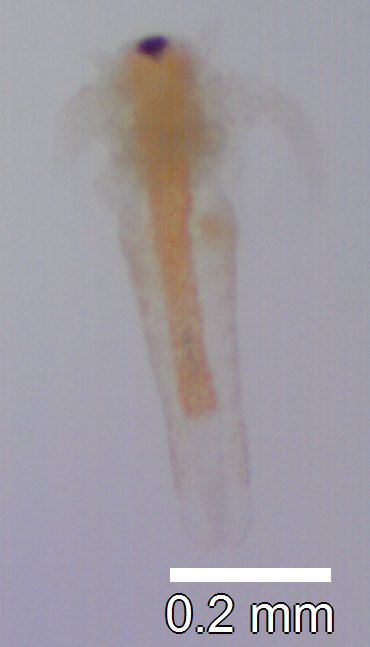
نوبليوس (يرقة)

في الطبيعة، يعيشون في البحيرات المالحة، لم يتم العثور عليها على الإطلاق في بحر مفتوح، على الأرجح بسبب نقص الغذاء ونقص العزل، ومع ذلك، فقد لوحظت قرد البحر في
إلكهورن سلاو، كاليفورنيا، وهي متصلة بالبحر، ومع ذلك، فإن سكان أمريكا الشمالية هم من الأنواع الأخرى، أ. فرانسيسانا، على عكس معظم الحيوانات المائية، تسبح قرد البحر رأسا على عقب. يمكن أن يعيش قرد البحر في الماء الذي يحتوي على نسبة ملح أكثر أو أقل بكثير من ماء البحر العادي، تتسامح مع كميات الملح التي تصل إلى 50 ٪، وهو ما يقرب من محلول مشبع، ويمكن أن يعيش لعدة أيام في محاليل مختلفة جدا عن مياه البحر، مثل برمنجنات البوتاسيوم أو نترات الفضة، في حين أن اليود - متكرر بالإضافة إلى ملح الطعام - ضرر لهم، يعتمد لون الحيوان على تركيز الملح، مع تركيزات عالية تمنحهم مظهرًا أحمر قليلاً، في المياه العذبة، يموت الجمبري بعد حوالي ساعة، تتغذى بشكل رئيسي على الطحالب الخضراء.
الأنواع التي كانت تعيش في السابق في عدد من الأعمال الملحية حول سولنت، وقد لوحظت فقط في خزانات المياه المالحة حيث تم الاحتفاظ بالمياه المالحة المركزة قبل الغليان، ولكن ربما كانت موجودة أيضًا في أحواض الملح،على الأقل، ظن بعض من محصلي الملح أنهم ساعدوا في تنظيف المحلول الملحي وسوف يقومون بإدخالهم عمداً في الخزانات، مع تراجع أعمال الملح، انقرضت الأنواع في إنجلترا.

## استخدامات
تجعلهم مرونة هذه المخلوقات عينات اختبار مثالية في التجارب، قرد البحر هي واحدة من الكائنات القياسية لاختبار سمية المواد الكيميائية، بالإضافة إلى ذلك، فإن البيض يعيش لسنوات، وبالتالي، من الممكن شراء البيض وكذلك «مجموعات زراعة الأرتيميا» للأطفال، التي تحتوي على البيض والملح والغذاء والأدوات الأكثر أهمية، وقد تم تسويق هذه الأكثر شعبية تحت اسم قرود بحر، يمكن للأطفال مراقبة دورة حياة هذا الكائن الحي المثير للاهتمام، المحلات التجارية لتربية أسماك الزينة أيضا بيع الأرتيميا المجمدة كغذاء السمك، يحدث ارتيميا بأعداد كبيرة في بحيرة سولت العظمى حيث من المهم تجاريا، ومع ذلك، في الوقت الحاضر يعتقد أن الروبيان المالح لهذه البحيرة هو نوع آخر، أ. الفرنسيسكان.

## التصنيف والتوزيع والحفظ
تم وصف الجمبري لأول مرة (باسم السرطان المالح) من قبل كارل لينيوس في نظامه نظام الطبيعة في عام 1758، واستند هذا إلى تقرير صادر عن ألماني يدعى شلوسر، والذي وجد الأرتيميا في ليمنجتون، إنجلترا، يتم الآن استنفاد عدد السكان، على الرغم من أن العينات التي تم جمعها هناك محفوظة في متاحف علوم الحيوان.
وفقًا للتعريف الحالي، يقتصر أ. سالينا على منطقة البحر الأبيض المتوسط في جنوب أوروبا والأناضول وشمال إفريقيا، يشار إلى بعض المجموعات السكانية في أماكن أخرى في السابق باسم هذا النوع، ولكن يتم التعرف الآن على أنها منفصلة، بما في ذلك، تم إدخال هذا النوع على نطاق واسع إلى أماكن خارج مداها الأصلي.
تتمثل إحدى العلاجات التصنيفية البديلة في التعرف على السكان الإنجليز الذين تم استنباطهم كنوع خاص به، ويجب تقييد الاسم أ. سالينا، في هذه الحالة، يمكن الإشارة إلى الأنواع الأصلية في منطقة البحر الأبيض المتوسط بجنوب أوروبا والأناضول وشمال إفريقيا باسم أوريدو تونس، ولكن في الوقت الحالي، ترفض معظم السلطات هذا العلاج وتعتبر أوريدو تونس مرادفًا لـ أ. سالينا، اعتبر البعض سكان شمال إفريقيا متميزين واقترحوا أن يقتصر اسم أوريدو تونس عليه، ولكن هذا يتناقض مع الأدلة الجينية، مما يدل على أن سكان جنوب أوروبا وشمال أفريقيا ينتمون إلى نفس النوع.